# Alpha Apodis
Alpha Apodis (Alpha Aps, α Apodis, α Aps) este cea mai luminoasă stea din constelația sudică Pasărea Paradisului, cu o magnitudine aparentă de 3,825.  Cu o declinație de –79°, este o stea circumpolară. Poate fi găsită pe cer prin desenarea unei linii imaginare ce trece prin Alpha Centauri și Alpha Circini și care ajunge la polul sud ceresc. 
Este o stea gigantă de clasă spectrală K2.5III, ceea ce arată faptul că steaua și-a epuizat hidrogenul din nucleu și acum a evoluat mult în afara secvenței principale de stele. Raza estimată este de 48 mai mare ca a Soarelui, iar luminozitatea este de 980 mai mare decât a Soarelui. Fotosfera are o temperatură efectivă de 4,256 K, ceea ce îi conferă stelei o nuanță de portocaliu specifică stelelor de tip K.  Conform măsurătorilor paralaxei, steaua se află la aproximativ 447 ani lumină de distanță de Pământ.  Steaua nu are niciun companion. 